# Economics and Human Biology
 (décembre 2018).
Si vous disposez d'ouvrages ou d'articles de référence ou si vous connaissez des sites web de qualité traitant du thème abordé ici, merci de compléter l'article en donnant les références utiles à sa vérifiabilité et en les liant à la section « Notes et références ».
Economics and Human Biology est une revue scientifique gérée par des pairs issus du monde académique, avec un processus d'édition par relecteurs anonymes. Elle est publiée par Elsevier depuis 2003 à un rythme trimestriel.
La revue est interdisciplinaire, couvrant la recherche sur le biologique et l'économie. Les débats typiques portent sur la nutrition, l'obésité, la taille, la beauté, etc., et leurs liens avec le fonctionnement socioéconomique des acteurs.
Le fondateur et premier rédacteur en chef est John Komlos. Les actuels rédacteurs en chef sont Inas R. Kelly et Joerg Baten.
Selon le Journal Citation Reports, le journal avait en 2010 un facteur d'impact de 2 438, le classant 26e parmi les 304 revues dans la catégorie « Économie ».